# Ulota schmidii
Ulota schmidii är en bladmossart som beskrevs av Mitten 1859. Ulota schmidii ingår i släktet ulotor, och familjen Orthotrichaceae. Inga underarter finns listade i Catalogue of Life.